# Marcgravia punctifolia
Marcgravia punctifolia là một loài thực vật có hoa trong họ Marcgraviaceae. Loài này được S.Dressler mô tả khoa học đầu tiên năm 1998.